# Andreï Jdanov
Pour les articles homonymes, voir Jdanov.
Andreï Aleksandrovitch Jdanov (en russe : Андрей Алекса́ндрович Жданов, /ɐnˈdrej ɐlʲɪˈksandrəvʲɪtɕ ˈʐdanəf/), né le 26 février 1896 à Marioupol dans l'Empire russe et mort le 31 août 1948 près de Valdaï, est un homme politique soviétique, proche collaborateur de Joseph Staline,. Il a joué un grand rôle dans la politique culturelle de l'URSS.

## Biographie
Andreï Jdanov a adhéré à la faction bolchevik du Parti ouvrier social-démocrate de Russie en 1915 et a gravi les échelons du parti. Il en devint ainsi le secrétaire général à Léningrad après l'assassinat de Sergueï Kirov en décembre 1934.
En 1939, il entre au Bureau politique. Staline le pousse en avant contre la vieille génération  des Kaganovitch, Vorochilov et Molotov. Staline  fait même pression sur sa fille Svetlana pour qu'elle épouse le fils de Jdanov.
En vacances au moment de l'invasion allemande le 22 juin 1941, il regagne rapidement Léningrad où il fait partie de l'équipe dirigeante pendant le siège de la ville, long de près de 900 jours, et au cours duquel 1 800 000 personnes trouvèrent la mort.
Au nom du « réalisme socialiste », il entreprend d'écraser le semblant de vitalité des arts qu'avait connu l'URSS à la faveur de la Seconde Guerre mondiale, jusqu'en 1946. Ainsi, il supervise jusqu'à sa mort le contrôle politique sur les livres, les films, la musique et les tableaux, réduisant nombre des plus grands artistes soviétiques au désespoir. L'aspect artistique s'efface devant l'exaltation de l'édification du socialisme, selon une pratique qui, après la fin de la Seconde Guerre mondiale, est directement associée à son nom, le « jdanovisme ». C'est dans ce contexte que Mikhaïl Zochtchenko et Anna Akhmatova sont chassés de l'union des écrivains soviétiques et interdits de publication,.
En 1947, il organise le Kominform, dont le but était la coordination des partis communistes en Europe. À l'occasion de cette création, il jette les bases de la politique soviétique de Guerre froide : la doctrine Jdanov. Cette dernière, à l'instar de la doctrine du Containment de Harry S. Truman (la même année), voit la séparation du monde en deux camps. Pour Jdanov : « le camp impérialiste est antidémocratique, le camp anti-impérialiste est démocratique ».
Il meurt en août 1948 dans un sanatorium près du lac Valdaï, dans l'oblast de Novgorod. Sa mort semble liée à l'alcoolisme dont il souffrait, sans que l'on puisse écarter l'hypothèse d'un assassinat politique.
Sa mort est particulièrement profitable à Nikita Khrouchtchev, alors en semi-disgrâce, et à Malenkov, rival de Jdanov. Elle prive en outre Léningrad de son principal protecteur, ce qui permet à Malenkov et Beria de déclencher l'affaire de Léningrad. Cette machination se solde, entre autres, par l’exécution de Nikolaï Voznessenski et d'Alexeï Alexandrovich Kouznetsov, deux de ses « poulains » et candidats potentiels ultérieurs à la succession de Staline.
Staline profite également de sa mort et de celles de plusieurs autres dirigeants communistes, tels Dimitrov et Alexandre Chtcherbakov, pour mettre en cause les 9 médecins de la clinique du Kremlin. Le 13 janvier 1953, la Pravda publie un communiqué du PCUS accusant un « complot des blouses blanches » organisé par des médecins contre des cadres du Parti, dont Andreï Jdanov.
Par ailleurs, Staline renomme en 1948 la ville ukrainienne de Marioupol, du nom de celui qu'elle a vu naître, Jdanov. Elle retrouve son nom original en 1989. La gigantesque statue d'Andreï Jdanov est déboulonnée en 1990.
L'université de Léningrad a porté son nom de 1948 à 1989.
Andreï Jdanov est inhumé dans la nécropole du mur du Kremlin. Sa femme est morte en 1990.